# Forcalquer
Forcalquer (en occità: Forcauquier segons l'ortografia clàssica i Fourcauquié segons l'ortografia mistralenca; oficialment en francès: Forcalquier), és un municipi francès situat al departament dels Alps de l'Alta Provença, dins la regió de Provença-Alps-Costa Blava.
Històricament, aquesta ciutat, fou capital del comtat de Forcalquer.

## Demografia
| Evolució de la població |       |       |       |       |       |       |       |       |
| 1793                    | 1800  | 1806  | 1821  | 1831  | 1836  | 1841  | 1846  | 1851  |
| 2.547                   | 2.539 | 2.768 | 2.992 | 3.036 | 3.022 | 3.065 | 3.087 | 3.053 |

| 1856  | 1861  | 1866  | 1872  | 1876  | 1881  | 1886  | 1891  | 1896  |
| ----- | ----- | ----- | ----- | ----- | ----- | ----- | ----- | ----- |
| 2.965 | 2.956 | 2.841 | 2.719 | 2.717 | 2.843 | 3.002 | 3.038 | 3.018 |

| 1901  | 1906  | 1911  | 1921  | 1926  | 1931  | 1936  | 1946  | 1954  |
| ----- | ----- | ----- | ----- | ----- | ----- | ----- | ----- | ----- |
| 3.023 | 3.034 | 3.004 | 2.552 | 2.528 | 2.588 | 2.535 | 2.262 | 2.609 |

| 1962  | 1968  | 1975  | 1982  | 1990  | 1999  | 2006 | 2011 | 2016 |
| ----- | ----- | ----- | ----- | ----- | ----- | ---- | ---- | ---- |
| 2.518 | 2.979 | 3.312 | 3.782 | 3.993 | 4.302 | -    | -    | -    |

| 2019 | - | - | - | - | - | - | - | - |
| ---- | - | - | - | - | - | - | - | - |
| -    | - | - | - | - | - | - | - | - |

## Administració
| Període   | Identitat           | Partit           |
| --------- | ------------------- | ---------------- |
| 1947-1965 | Léon Espariat       | SFIO             |
| 1965-1983 | Claude Delorme      | SFIO, després PS |
| 1983      | Pierre Michel       | PS               |
| 1983-1989 | Pierre Delmar       | RPR              |
| 1989-1995 | Raymond Franjou     | PS               |
| 1995-2001 | Pierre Delmar       | RPR              |
| 2001-     | Christophe Castaner | PS               |

## Agermanaments
- Guastalla